# اتوره میلانو
اتوره میلانو (ایتالیایی: Ettore Milano; ۲۶ ژوئیهٔ ۱۹۲۵ – ۲۱ اکتبر ۲۰۱۱) دوچرخه‌سوار اهل ایتالیا بود. وی در مسابقات تور دو فرانس شرکت کرده است.